# Wilhelm Korabiowski
Wilhelm Korabiowski, właśc. Wilhelm Wind (ur. 1907, zm. w sierpniu 1944 w Warszawie) – polski poeta, dziennikarz, aktor.

## Życiorys
Urodził się w 1907 jako Wilhelm Wind. Pochodził ze Lwowa, został literatem, udzielał się jako poeta, dziennikarz, solista sceniczny. Na antenie Polskiego Radia występował także w audycji Podwieczorek przy mikrofonie, a w lwowskiej rozgłośni występował w audycji Wesoła Lwowska Fala, w ramach w której był autorem utworów, występował w skeczach pariodiując znanych spikerów radiowych i wcielał się w rolę c. k. radcy Strońcia, deklamując monologi. Wraz z dwoma innymi członkami tej audycji, Henrykiem Vogelfängerem („Tońko”) i Kazimierzem Wajdą („Szczepko”) wystąpił w filmie komediowym pt. Będzie lepiej z 1936, wcielając się w postać Franciszka Strońcia, woźnego i sekretarza Juliana Dalewicza, zbierając za swoją rolę pochlebną recenzję. Był ceniony za umiejętności recytatorskie, uznawany za najpopularniejszego członka Lwowskiej Fali, uważany za jednego z najpopularniejszych aktorów radiowych w Polsce lat 30., ulubieńca radiosłuchaczy, a kreowany przez niego radca Strońć stał się w tym czasie postacią legendarną we Lwowie. 24 lutego 1936 wygłosił odczyt pt. Estetyka słuchowiska radiowego przez 77. wieczorem dyskusyjnym Związku Literatów Polskich. Jako dziennikarz (głównie reportażysta) publikował na łamach lwowskich czasopism „Gazeta Lwowska”, „Wola i Czyn”, „Chochoł”, a także krakowskiego „Ilustrowanego Kuriera Codziennego”. W 1936 zdobył II nagrodę w konkursie prasowym z okazji Dnia Morza za reportaż pt. Gdynia po raz pierwszy („Gazeta Lwowska” nr 156/1936). 17 marca 1938 dał jedyny występ w Stoczni Gdańskiej na obszarze Wolnego Miasta Gdańsk, zorganizowany przez Polską Macierz Szkolną (dochód z imprezy przekazano na wsparcie polskich dzieci tamże). Występował także w kabarecie Leona Wyrwicza. Na 1 lutego 1938 zaplanowano ostatni występ z jego udziałem w Teatrze Rozmaitości we Lwowie, po czym artysta miał przeprowadzić się na stałe do Warszawy. Z uwagi na nadzwyczajne zainteresowane pożegnalnym występem W. Korabiowskiego w roli radcy Strońcia postanowiono o jego powtórnym przedsięwzięciu 6 lutego 1938. W późniejszych miesiącach nadal występował jako konferansjer i jednocześnie aktor w roli radcy Strońcia na antenie ogólnopolskiej Polskiego Radia przy współudziale Małej Orkiestry Polskiego Radia. Do 1939 występował także na scenach warszawskich, w „Café Vogue”, w kinie „Stylowy”. Wystąpił także w produkowanym w 1939 filmie pt. Przybyli do wsi żołnierze, lecz nieukończonym. Po wybuchu II wojny światowej we wrześniu 1939 ewakuował się w stronę Mińska. Na początku powstania warszawskiego w sierpniu 1944 poniósł śmierć w więzieniu przy alei Szucha.